# Saint-Jean-la-Bussière
Saint-Jean-la-Bussière là một xã thuộc tỉnh Rhône trong vùng Auvergne-Rhône-Alpes phía đông nước Pháp. Xã này nằm ở khu vực có độ cao trung bình 500 mét trên mực nước biển.